# 長春駅
長春駅（ちょうしゅん-えき）は、中華人民共和国吉林省長春市寛城区人民大街に位置する中国鉄路総公司（CR）の鉄道駅。瀋陽鉄路局に属する特等駅である。
本項では、近接する長春軌道交通の長春駅・長春駅北駅（ちょうしゅんえききた-えき）についても記述する。

## 利用可能な鉄道路線
中国鉄路総公司
京哈線
長図線
長白線
長吉都市間鉄道
長春軌道交通
■1号線
■3号線
■4号線

## 歴史

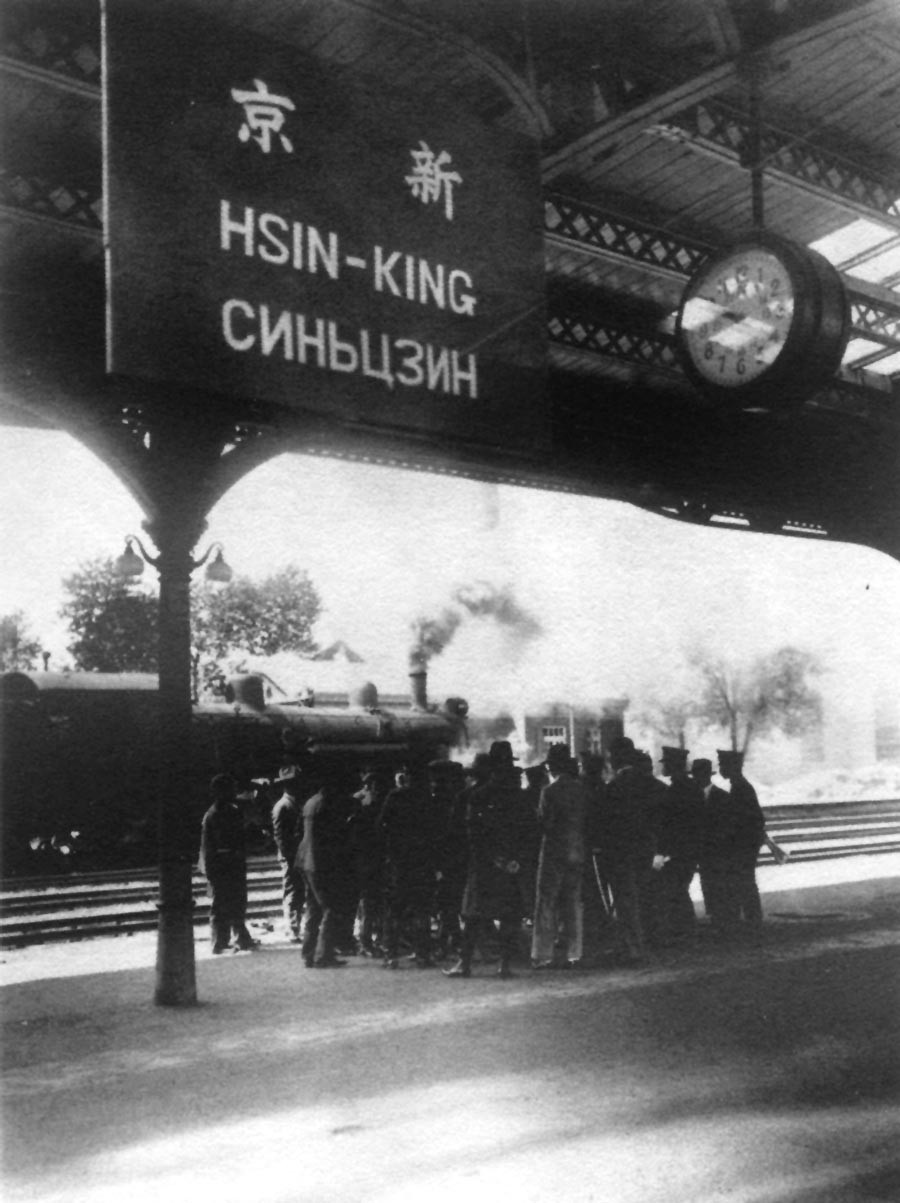
満州国時代のホーム

- 1907年（光緒33年）：長春市頭道溝から二道溝にかけてを満鉄付属地とし、寛城子駅南側に長春駅の建設を開始。
- 1907年（光緒33年）11月3日：長春駅が貨物駅として開業。
- 1907年（光緒33年）12月1日：旅客駅業務開始。
- 1913年（民国2年）：満鉄が32万円をかけた4,000平米の待合室が完成。
- 1932年（大同元年）3月14日：長春市が新京市に改称したのに伴い新京駅と改称。
- 1945年：第二次世界大戦で日本敗戦、満州国解体の為長春駅と改称。
- 1992年5月26日：旧駅舎解体。
- 1995年：新駅舎完成。
- 2002年10月30日：長春軌道交通3号線長春駅開業。
- 2012年5月6日：長春軌道交通4号線長春駅北駅開業。
- 2017年6月30日：長春軌道交通1号線長春駅北駅開業。
- 2019年1月26日：1号線の長春駅開業。

## 駅構造

### 中国鉄路総公司

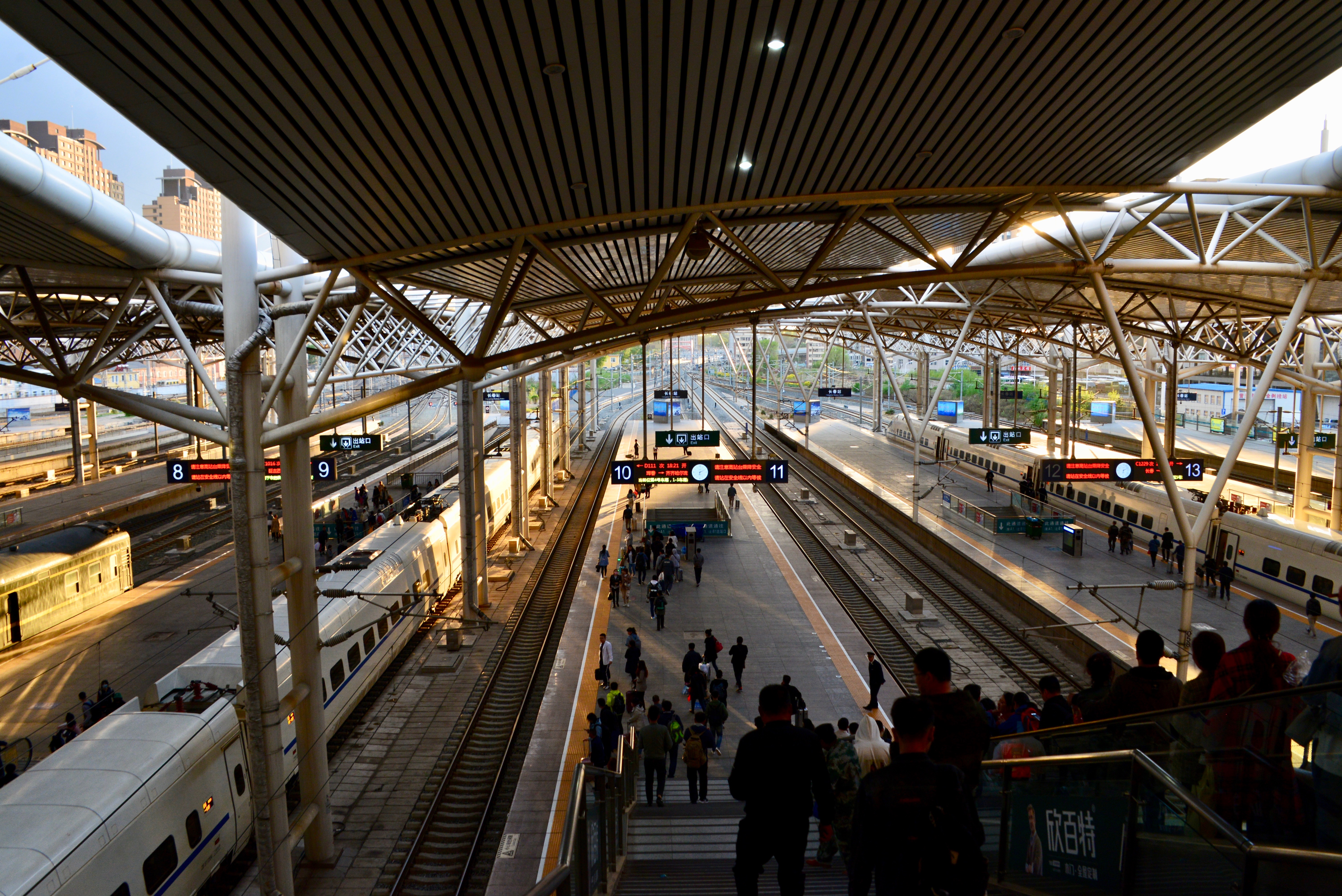
長春駅のプラットホーム

単式ホーム1面1線、島式ホーム3面6線、計4面7線の地上駅である。以前は駅南側のみ改札口が設置されていたが、改築時に北側に改札口を新設した。哈大線、長図線、長白線、長吉都市間鉄道が発着し、一日140本以上の列車が発着し、主に北京、大連、瀋陽、哈爾浜に向かう旅客列車が行き交う。

### 長春軌道交通
長春駅は3号線のみの乗り入れだが、将来は1号線の駅も乗り入れる。3号線は頭端式ホーム2面2線の地上駅である。南口駅前広場西側に面しての駅本屋がある。
長春駅北駅は1号線と4号線の接続駅である。地下4階構造で、B3Fに4号線ホーム、B4Fに1号線ホームがある。どちらのホームも島式ホーム1面2線構造をしている。
1号線ホームのみホームドアを有する。B2Fに改札口がある。

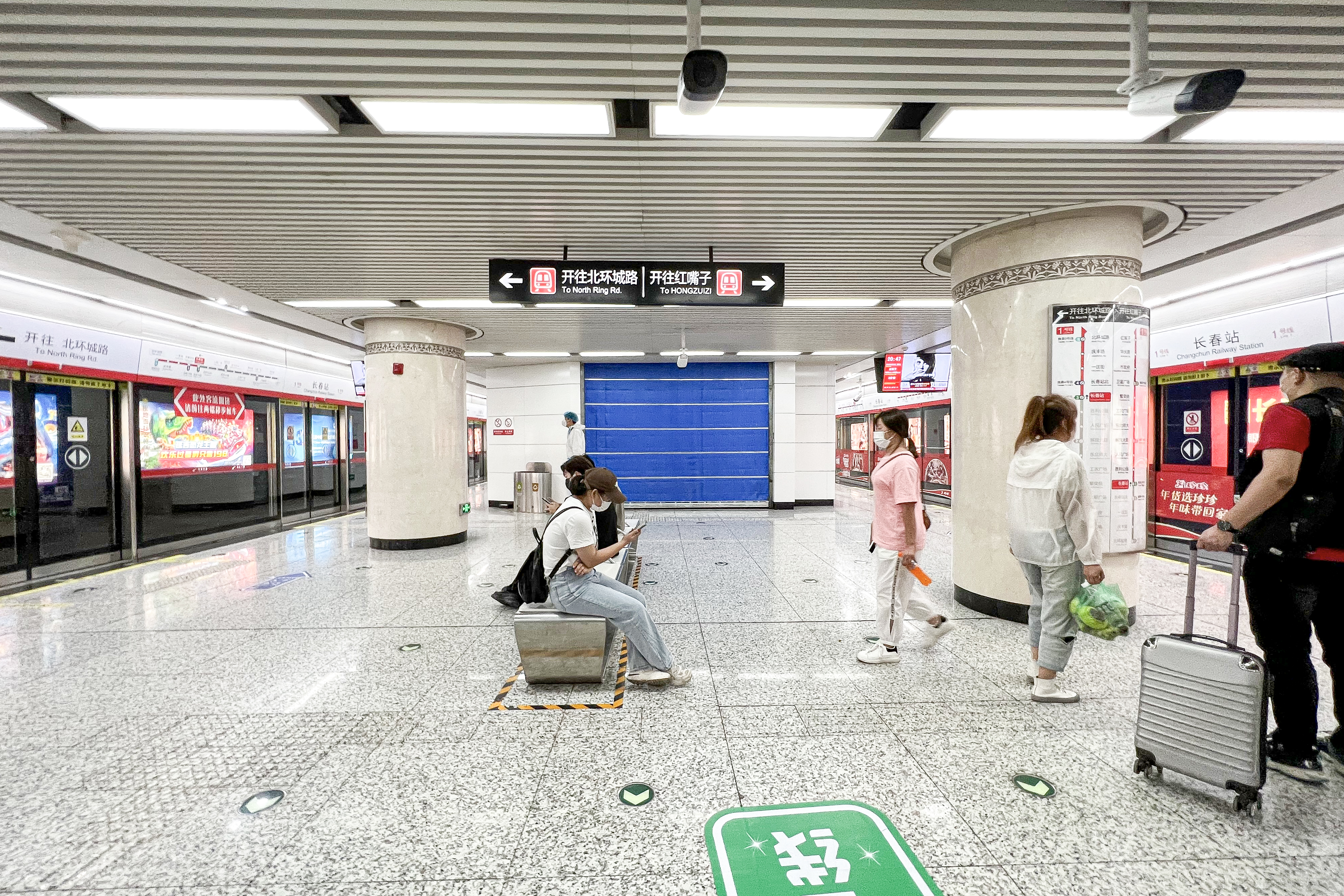
1号線長春駅ホーム
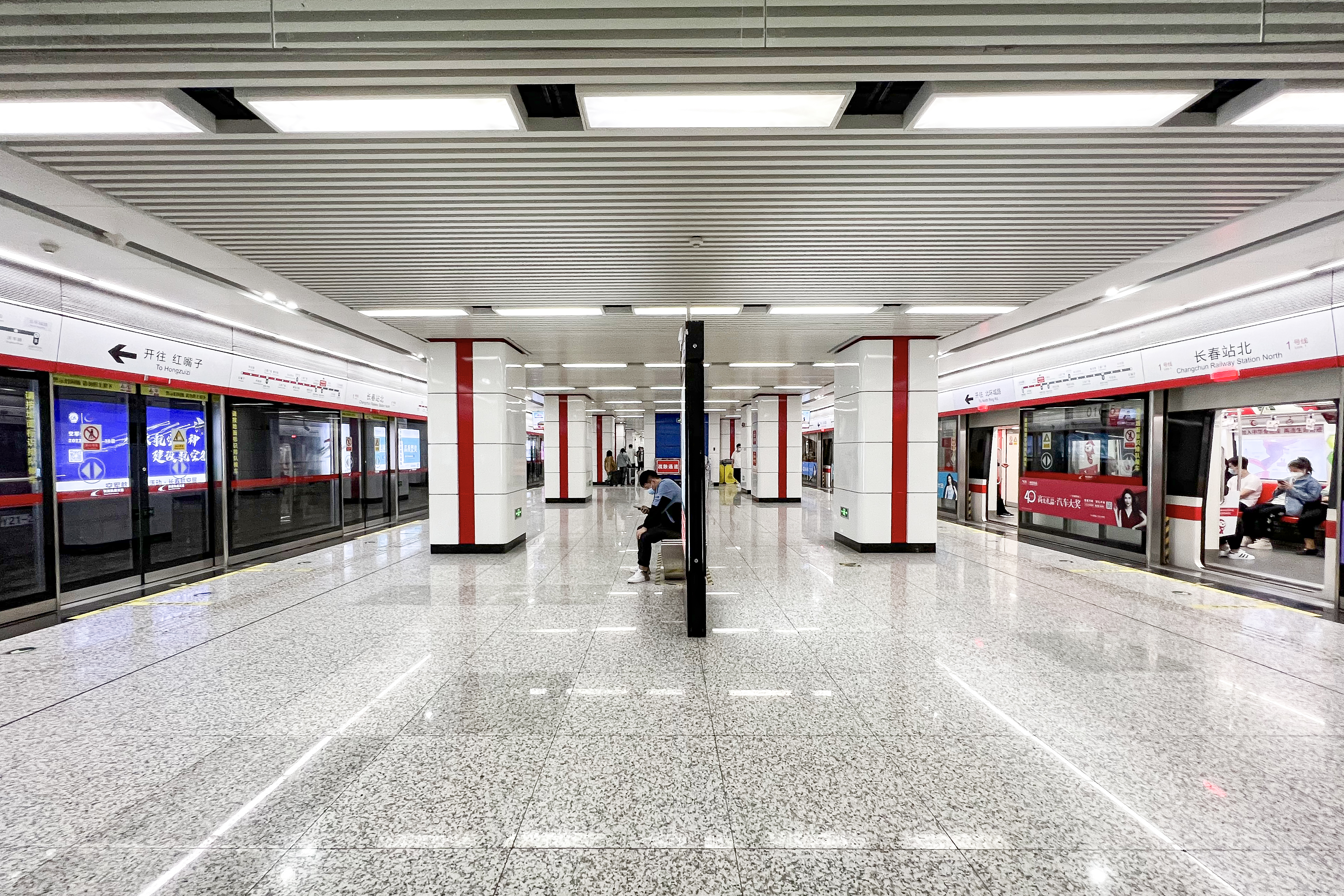
1号線長春駅北駅ホーム
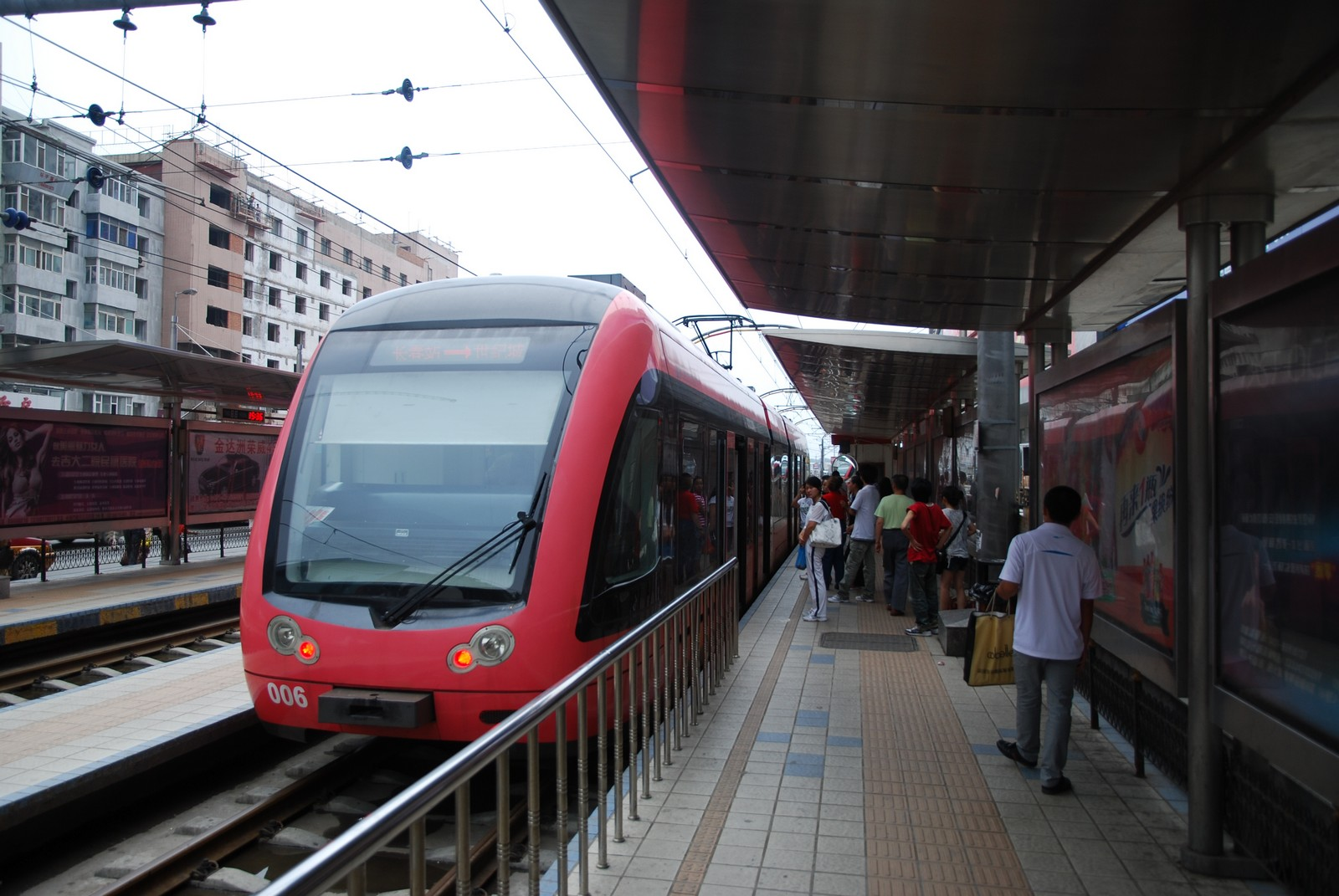
旧3号線長春駅ホーム
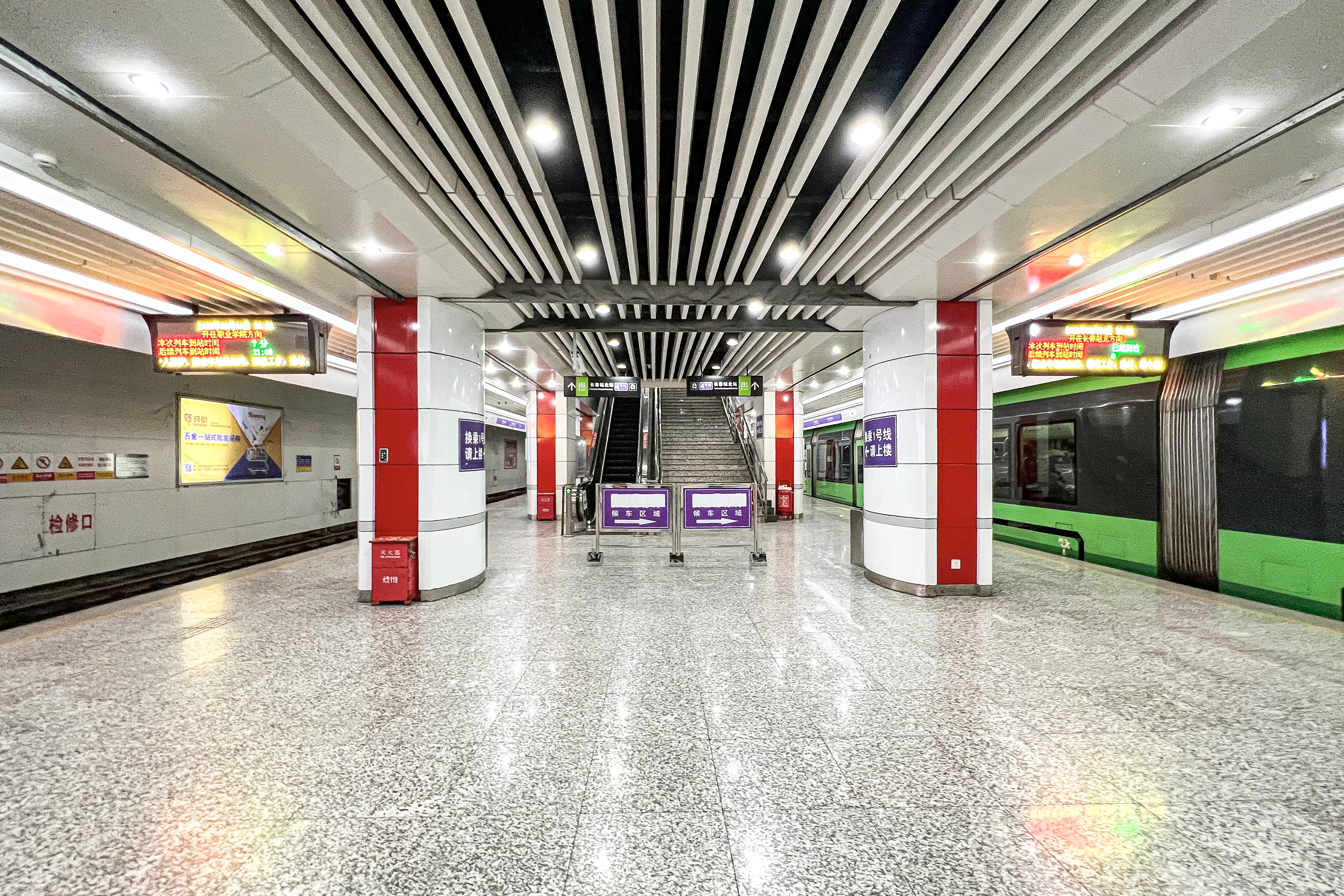
4号線長春駅北駅ホーム

## 駅周辺

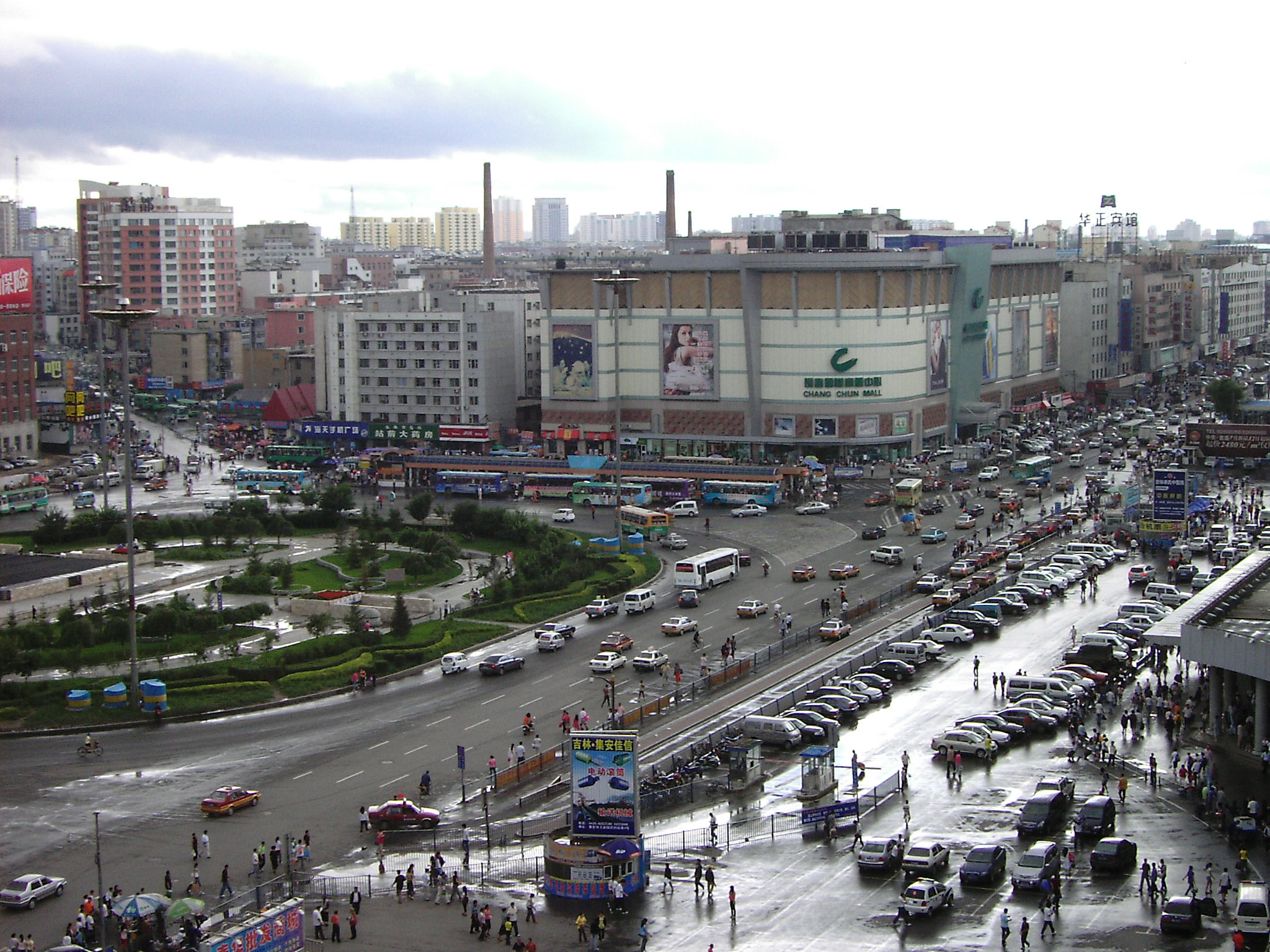
駅前広場

- 春誼賓館（旧長春ヤマトホテル）
- 機車廠医院（旧寛城子駅本屋）
- 春鉄大厦
- 中国農業銀行
- 中国郵政儲蓄銀行
- 長春駅総合交通乗換中心

## 隣の駅
中国鉄路総公司
注：長春駅以外に、長春北駅、長春南駅、長春東駅、長春西駅がある。
京哈線
長春南駅 - 長春駅 - 長春北駅
長図線
長春駅 - 長春東駅
長白線
長春駅 - 長春北駅
長吉都市間鉄道
長春西駅 - 長春駅 - 龍嘉駅
長春軌道交通
■1号線
一匡街駅 - 長春駅北駅 - 長春駅（未開業） - 勝利公園駅 胜利公园站
■3号線
長春駅 - 遼寧路駅
■4号線
長春駅北駅 - 北亜泰大街駅